# دانشکده ادبیات و علوم انسانی (دانشگاه شهید چمران)
دانشکدهٔ ادبیات و علوم انسانی در سال ۱۳۵۰ با نام دانشکدهٔ ادبیات و زبان‌های خارجی در ساختمان مشهور به دانشگاه سه‌گوش راه اندازی شد، و در سال تحصیلی ۵۳-۱۳۵۲  با دو رشته‌ی کارشناسی زبان و ادبیات فارسی و کارشناسی زبان و ادبیات انگلیسی، هریک، در دو گرایش دبیری و محض، این دانشکده شروع به کار کرد. از بهمن سال ۱۳۸۹، دانشکده ادبیات و علوم انسانی به ساختمان تازه ساز در شهر دانشگاهی شهید چمران منتقل شد.
این ساختمان سه‌گوش مربوط به دوره پهلوی اول است، درست همان سالی که اولین پل نوین اهواز بر روی پر آب‌ترین رودخانه ایران یعنی کارون، بنا نهاده شد. این ساختمان که در میدان مولوی اهواز قرار دارد، در تاریخ ۲۶ آبان ۱۳۷۸ با شمارهٔ ثبت ۲۴۹۷ به‌عنوان یکی از آثار ملی ایران به ثبت رسیده است.

## تاریخچه
این بنای سه‌گوش، در سال ۱۳۰۸ خ. ساخته شده و در دوره‌های تاریخی مختلفی حضور داشته است. این بنای مثلثی‌ شکل، ابتدا ساختمان بانک ملی مرکزی اهواز بود، اما سه سال بعد، به اداره استانداری تغییر کاربری داد. در سال ۱۳۲۱ و در میانه جنگ جهانی دوم که اهواز اشغال شد، تبدیل به قرارگاه ارتش متفقین شد.
در سال‌های بعد، به‌ترتیب تبدیل به قرارگاه سازمان آمریکایی اصل چهار ترومن، سپس ستاد فرمانداری اهواز، و بعد اداره کل دارایی خوزستان و در ادامه ستاد استانداری خوزستان شد، و درنهایت در سال ۱۳۳۶، این ساختمان به مبلغ ۲ میلیون و ۶۰۰ هزار تومان از بانک ملی خریداری شد. از آن زمان به بعد این ساختمان به نام دانشگاه جندی‌شاپور شناخته می‌شد، تا آنکه در سال ۱۳۵۰ عمارت سه‌ گوش محل دانشکده ادبیات و زبان‌های خارجی دانشگاه جندی‌شاپور شد. آندره گدار، معمار خوش‌ذوق اهل فرانسه، طراح دانشگاه سه گوش اهواز است. او در کارنامه هنری‌اش سابقه طراحی آرامگاه حافظ و کتابخانه ملی ایران را نیز دارد. دانشکده ادبیات دانشگاه جندی‌شاپور به دلیل طراحی مثلثی‌اش به دانشگاه سه گوش معروف شده و با شماره ۲۴۹۷ در سال ۱۳۷۸ در فهرست آثار ملی ایران به ثبت رسیده است.
دو رشتهٔ نخستین این دانشکده در سال تحصیلی ۵۳-۱۳۵۲ عبارت بودند از کارشناسی زبان و ادبیات فارسی در دو گرایش دبیری و محض، کارشناسی زبان و ادبیات انگلیسی در دو گرایش دبیری و محض، که در سال‌های بعد، رشته‌های زبان و ادبیات فرانسه، اقتصاد، حسابداری، علوم تربیتی و تاریخ نیز در این دانشکده راه اندازی شدند و نام دانشکده به «ادبیات و علوم انسانی» تغییر یافت. پس از مدتی رشته‌های اقتصاد، حسابداری و علوم تربیتی از این دانشکده جدا شدند و دانشکده‌های اقتصاد و علوم تربیتی راتشکیل دادند. دانشکده ادبیات و علوم انسانی از بهمن ۱۳۸۹ به ساختمان تازه‌ساز واقع در شهر دانشگاهی شهید چمران منتقل شد.

## گروه‌های آموزشی

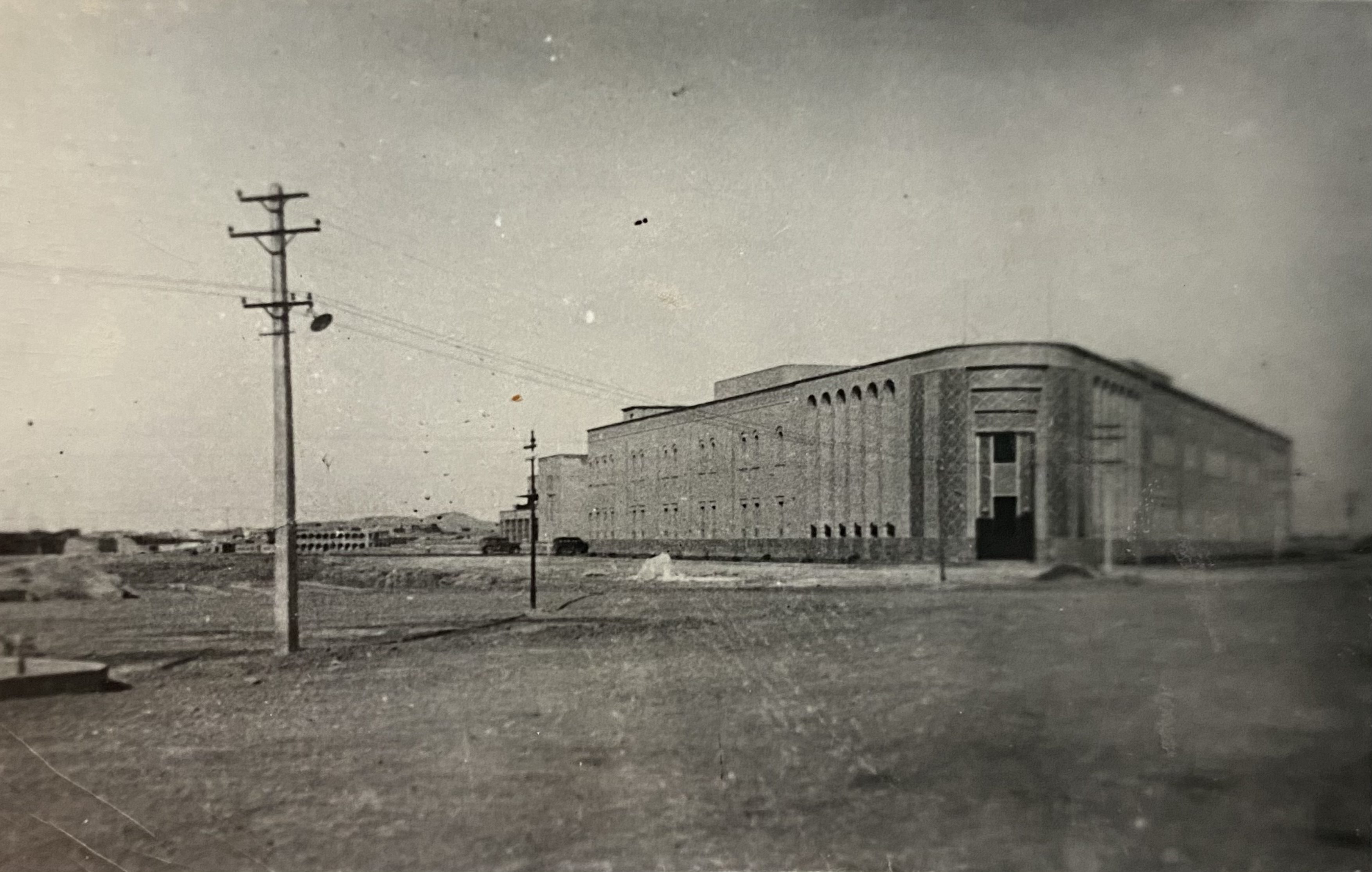
دانشگاه سه‌گوش، در دوره زمانی جنگ جهانی دوم - بین ۱۳۱۸ تا ۱۳۲۱ خ.

- زبان و ادبیات انگلیسی
- زبان و ادبیات فرانسه
- زبان و ادبیات فارسی
- تاریخ
- جغرافیا و برنامه‌ریزی شهری

## مسابقه مقاله‌نویسی ویکی‌پدیا
انجمن علمی تاریخ دانشگاه شهید چمران اهواز با همکاری گروه کاربری ویکی‌مدین‌های ایرانی در روز چهارشنبه ۱۱ اسفند ۱۳۹۵، همایه‌ای با موضوع ایجاد و ویرایش مقالات تاریخی را در محل این دانشکده برگزار کرد.

## جستارهای وابسته

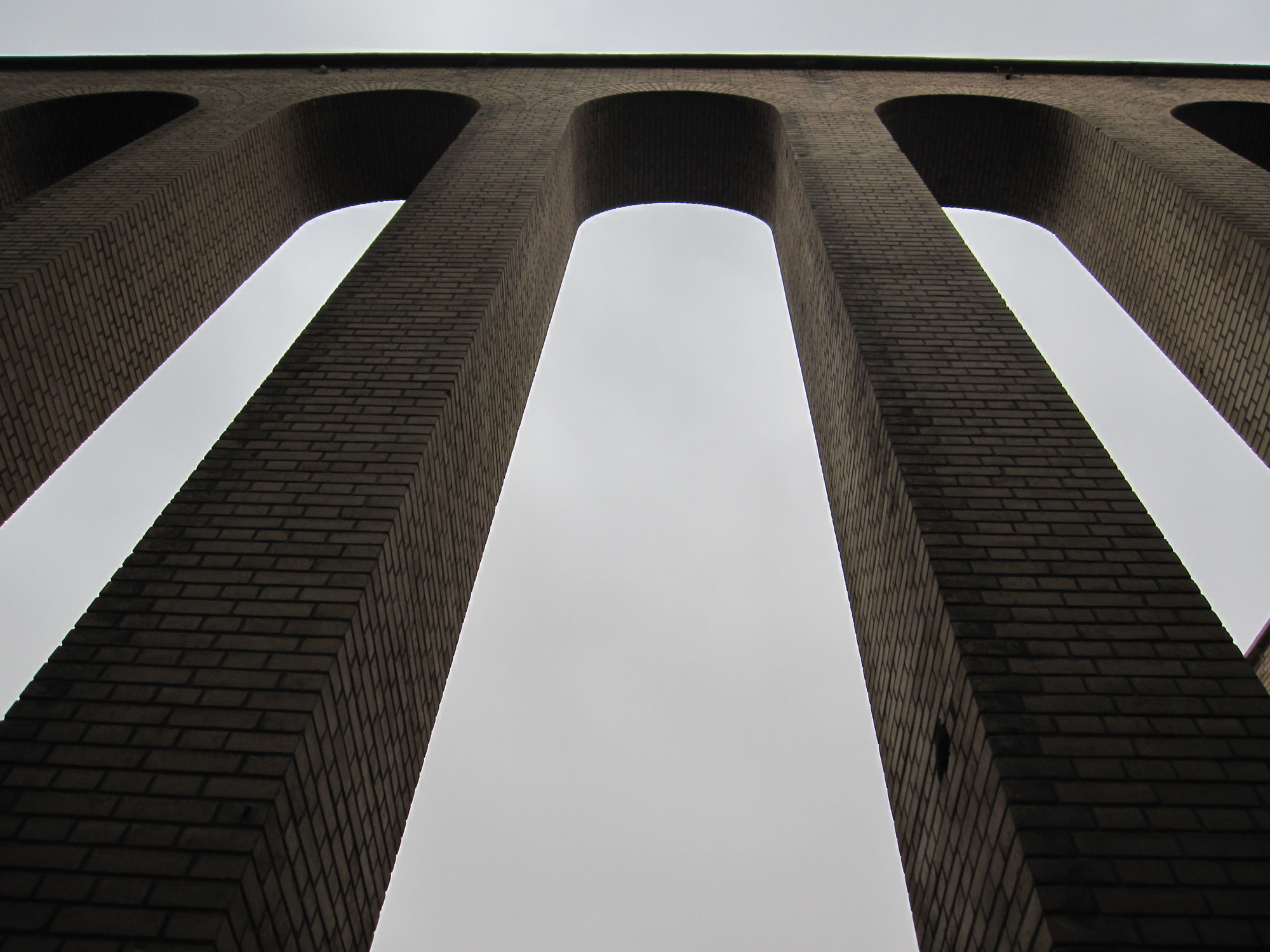
اهواز - دانشکدهٔ ادبیات

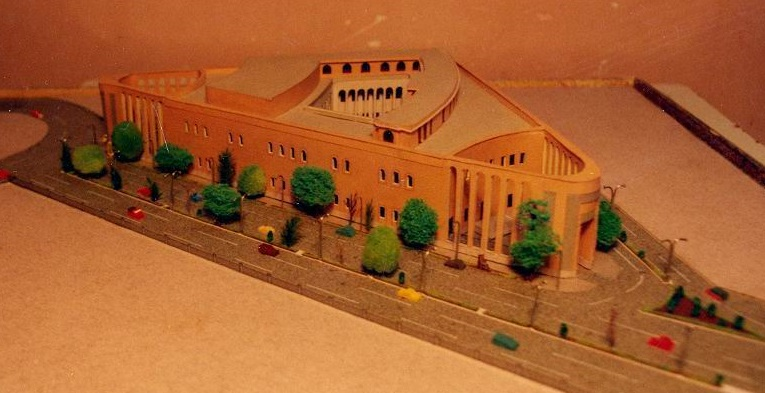
ماکت دانشکده سه‌گوش اهواز - سال ۲۵۶۳ ش. (۱۳۸۳ خ.)

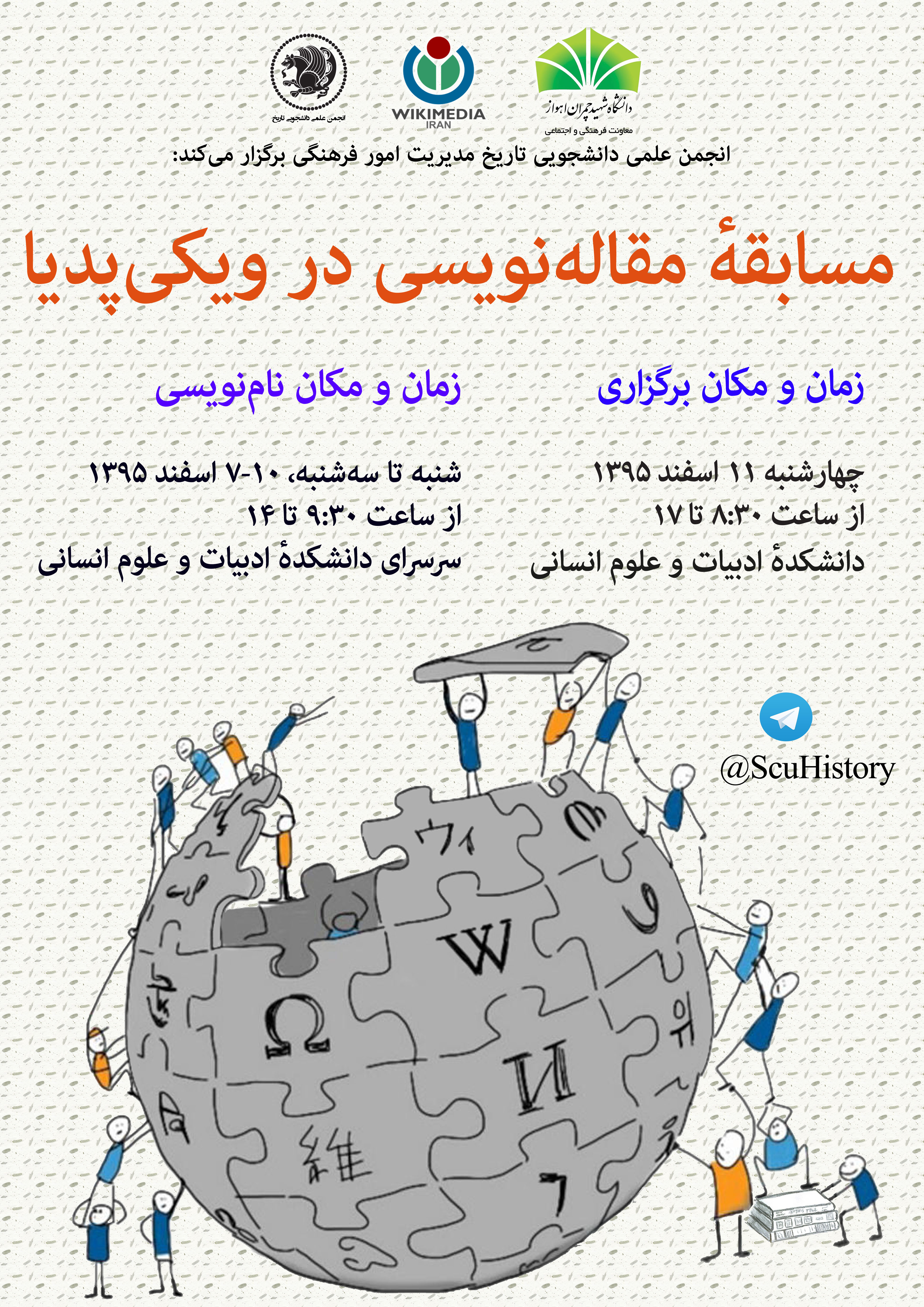
پوستر همایهٔ ویکی‌پدیای فارسی در محل دانشکدهٔ ادبیات و علوم انسانی دانشگاه شهید چمران اهواز.